# Liste des musées des Hautes-Pyrénées
La liste des musées des Hautes-Pyrénées présente les musées du département français des Hautes-Pyrénées.

## Ancizan
- Musée de la cidrerie : cidrerie artisanale présentant les étapes de la fabrication du cidre[1].
- Musée de la vallée d'Aure : écomusée ethnographique.

## Arreau
- Musée des Cagots : musée retraçant la vie et les savoir-faire des cagots[2].

## Aucun
- Musée montagnard du Lavedan : Créé en 1963, ce musée présente la vie quotidienne des montagnards, bergers et artisans du Lavedan dans des bâtiments du 16e siècle[3].

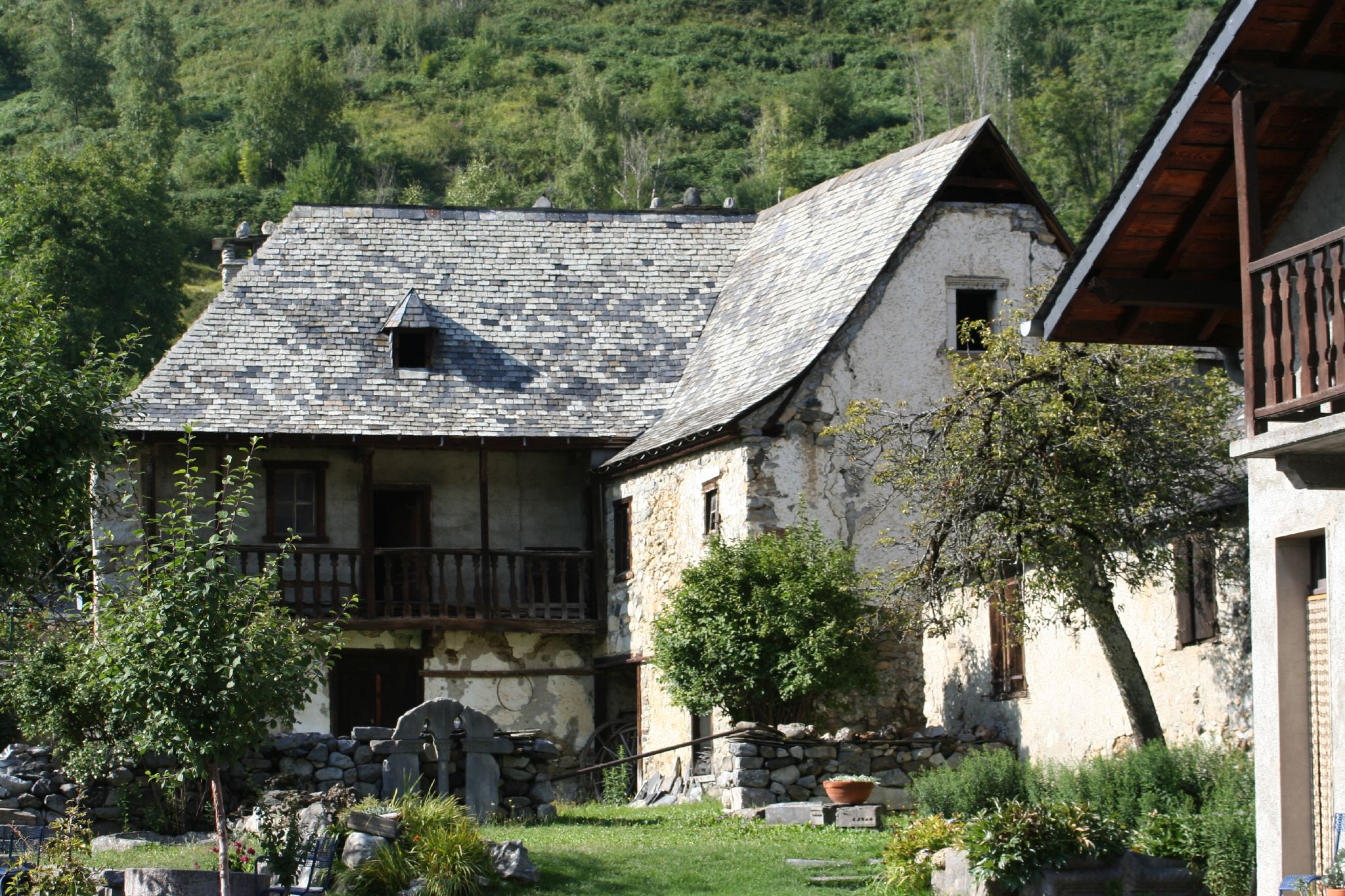
Musée montagnard du Lavedan (Aucun).

## Bagnères-de-Bigorre
- Musée du marbre et Muséum d'histoire naturelle (Label Musée de France[4]) : Le musée expose une collection de marbres européens, issue de 320 origines. Il présente aussi un espace consacré aux chauve-souris installées dans les combles du musée[5].
- Musée Salies (Label Musée de France[4]) : musée des Beaux-arts créé en 1852[6].
- Musée de la vie quotidienne dans les Pyrénées (Label Musée de France[4]) : musée présentant une collection d'objets d'art populaire de la Bigorre et des vallées voisines[7].

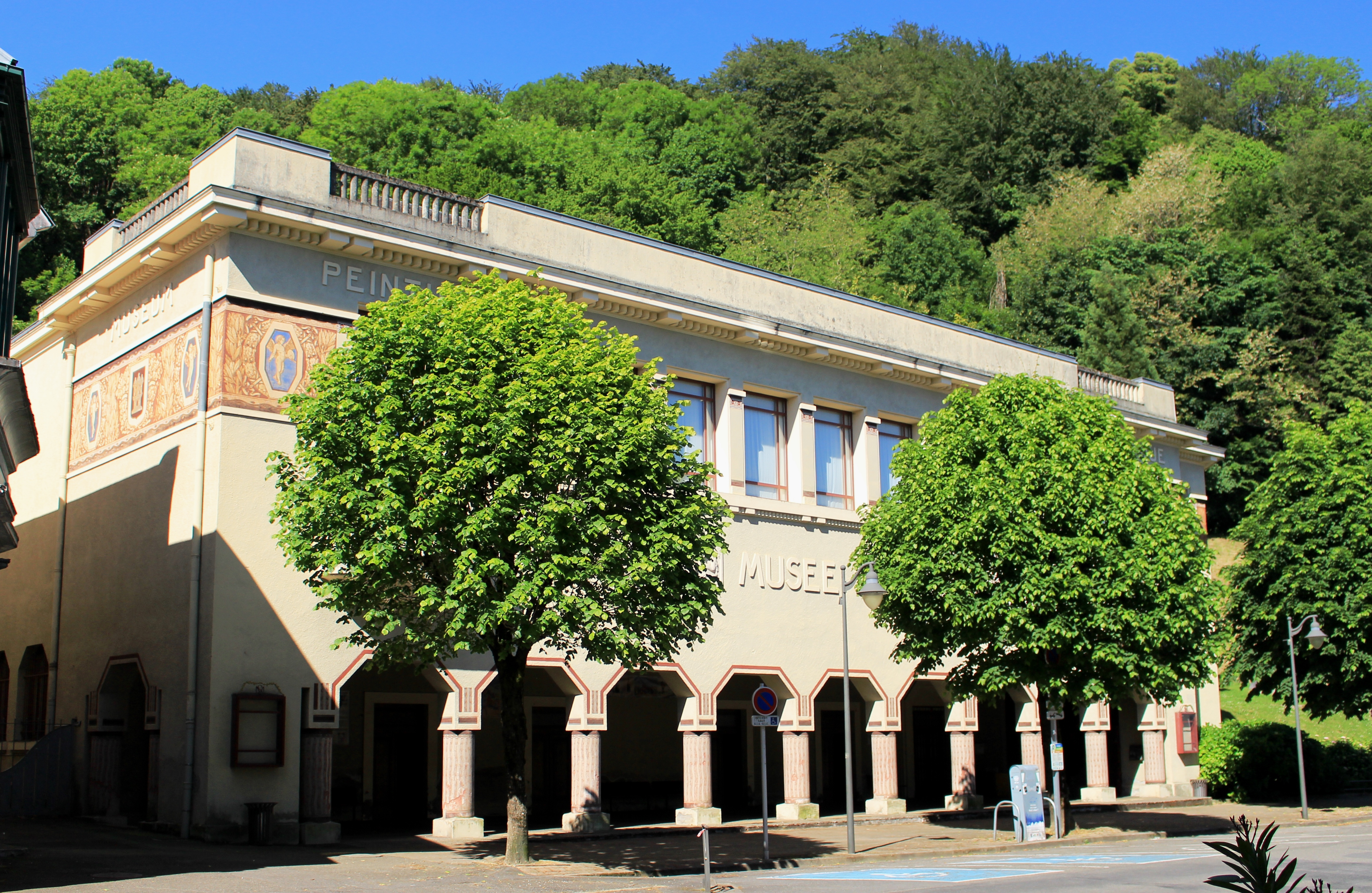
Musée Salies.
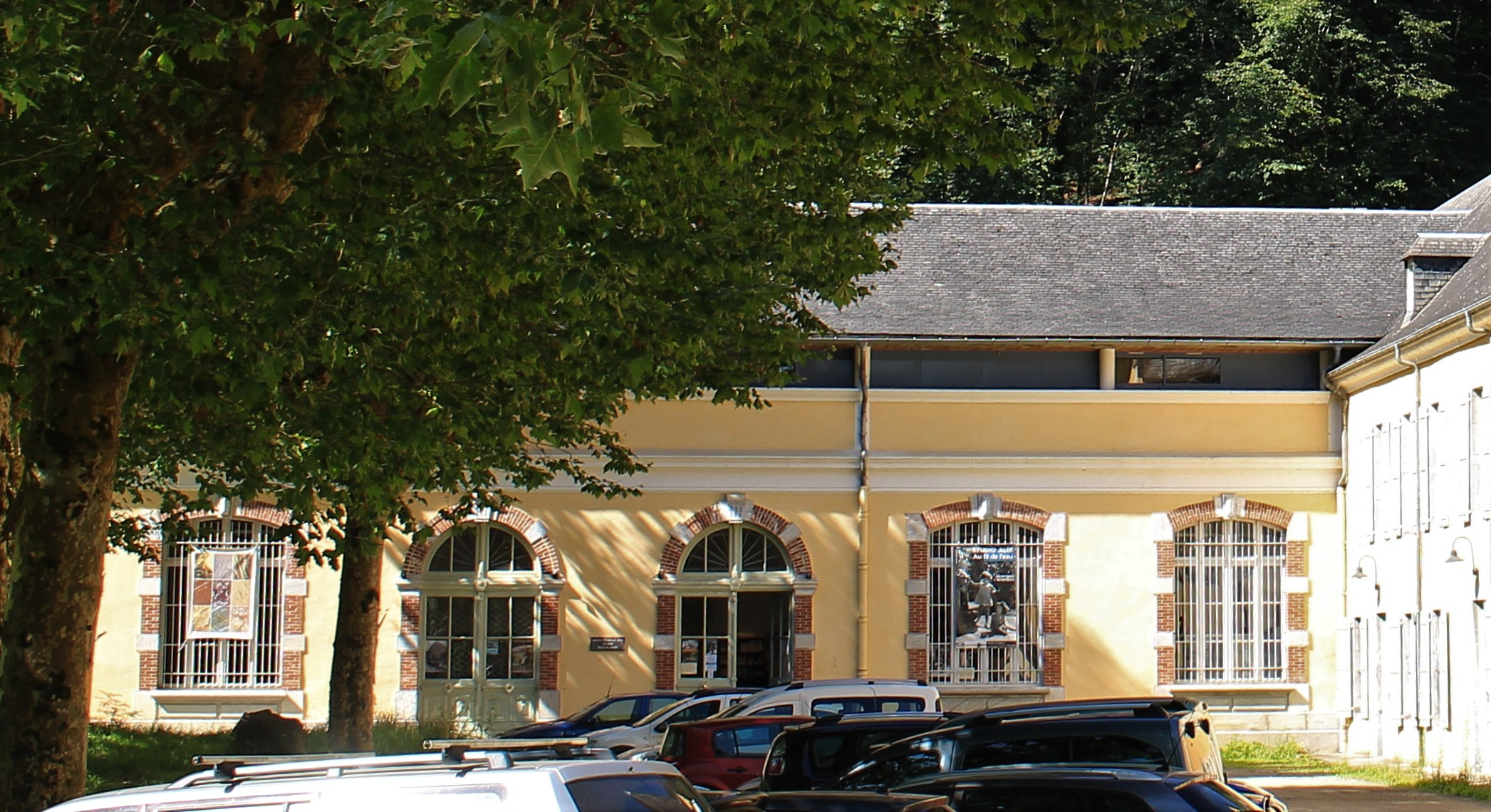
Musée du Marbre.
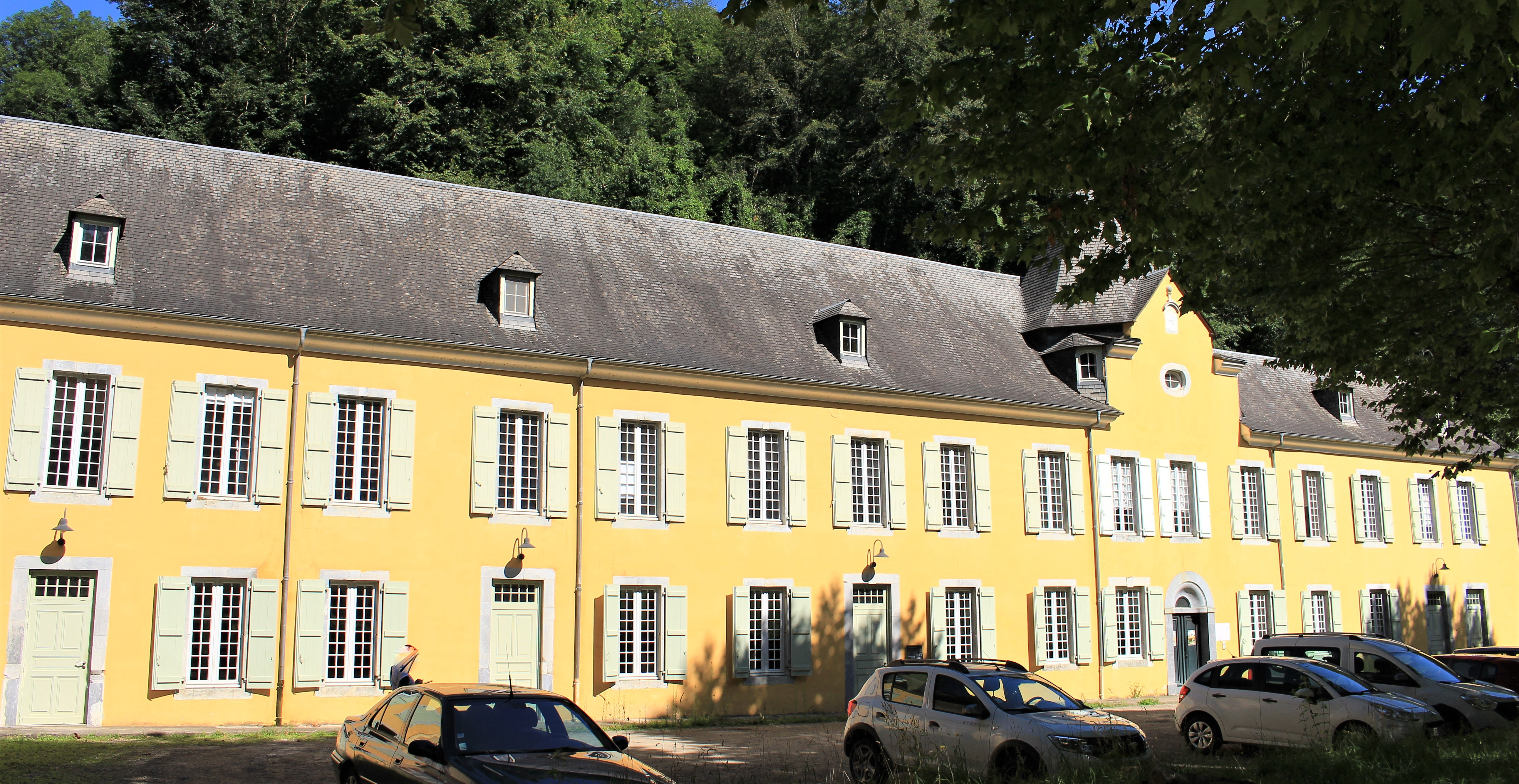
Muséum Salut.

## Beaudéan
- Musée Larrey : maison natale du Baron Dominique Larrey transformée en musée qui retrace son histoire et celle de la chirurgie militaire[8].

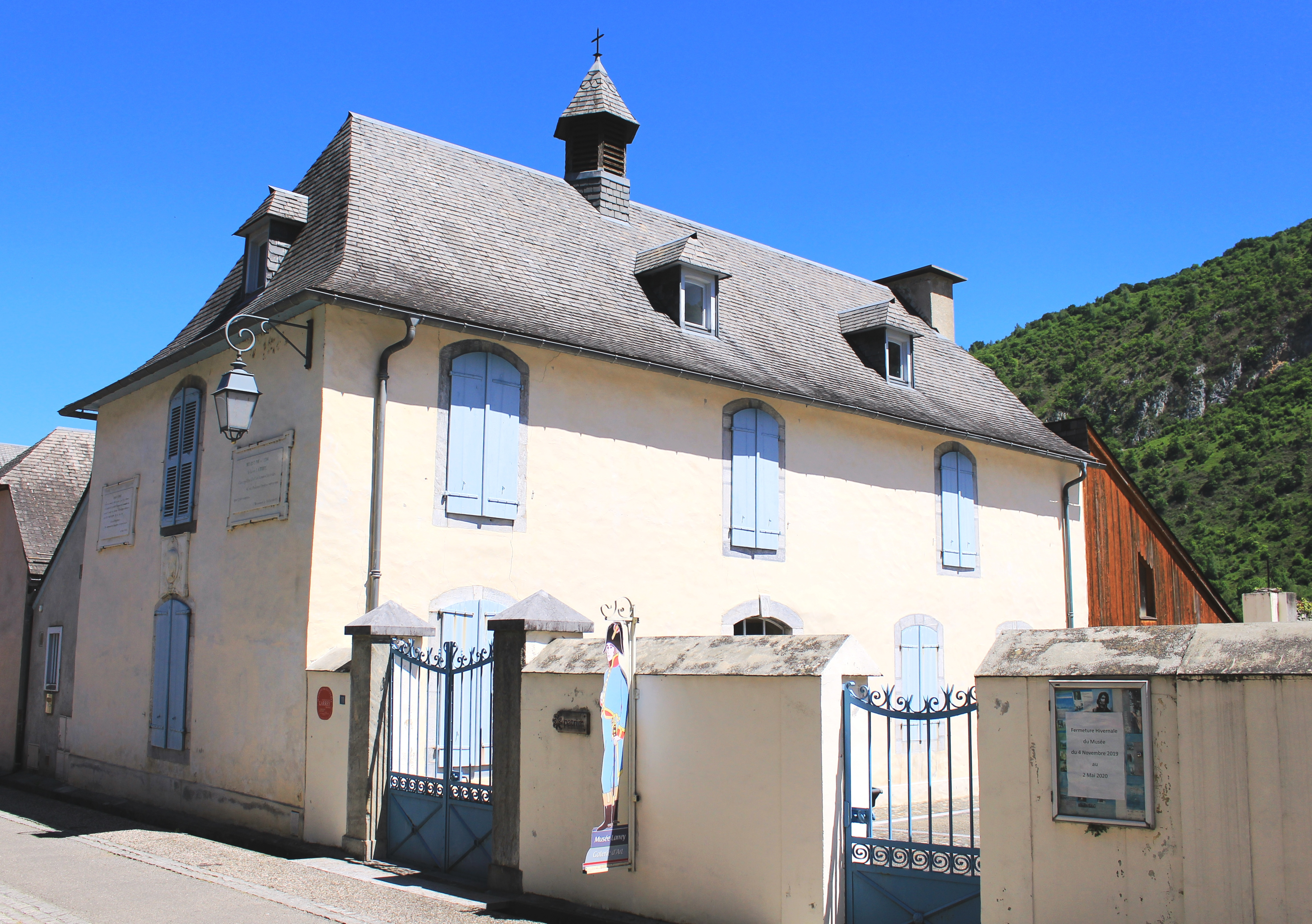
Musée Larrey (Beaudéan).
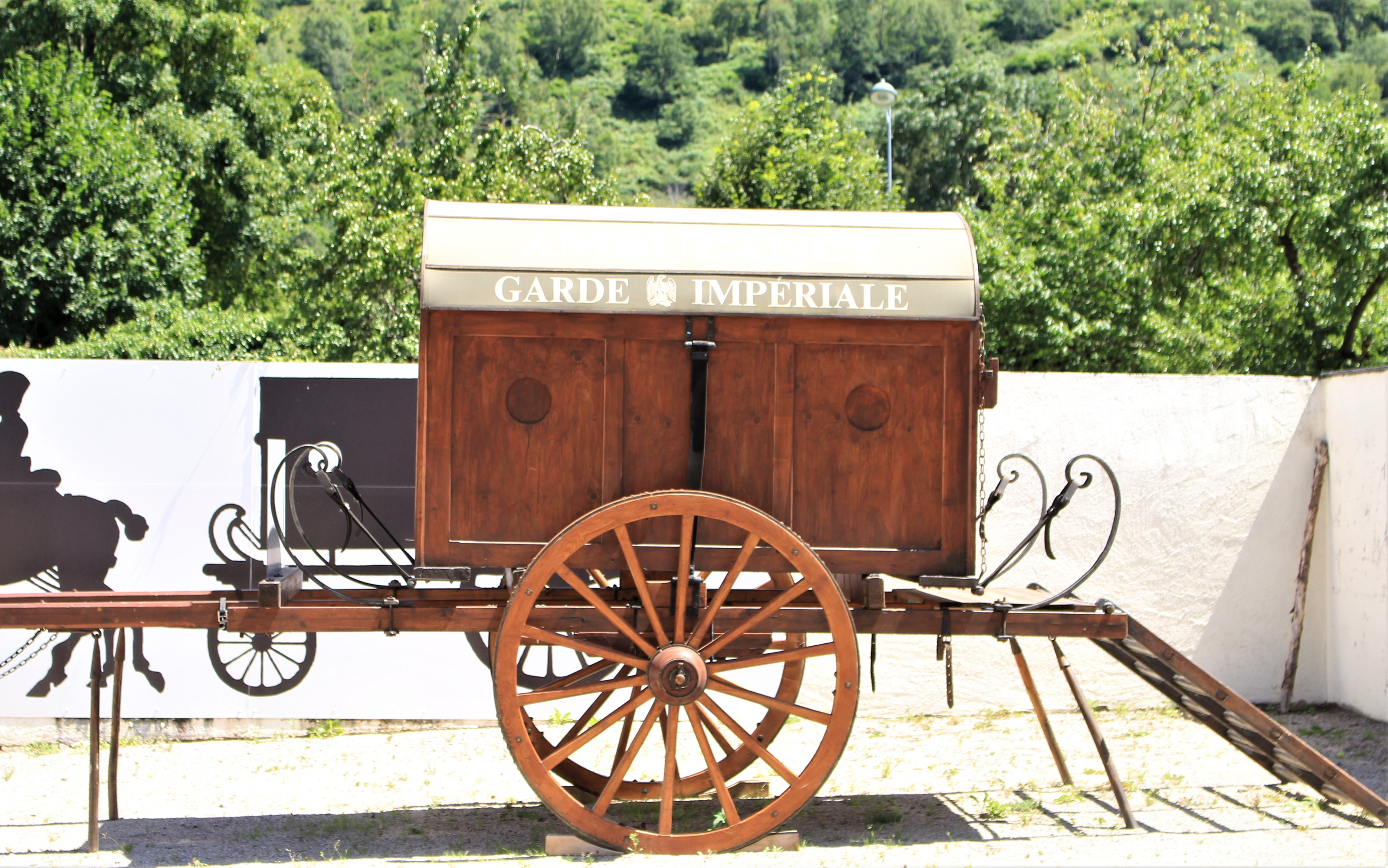
Réplique d'une ambulance volante.

## Castelnau-Magnoac
- Collégiale de l'Assomption de Castelnau-Magnoac : musée d'art religieux présentant une collection d'objets et tableaux dont certains sont classés au titre d'objet des Monuments historiques.

## Cauterets
- Musée 1900 : Installé dans l'hôtel d’Angleterre, il expose des costumes régionaux et des robes du 18e au début du 20e siècle[9].

Vue du musée
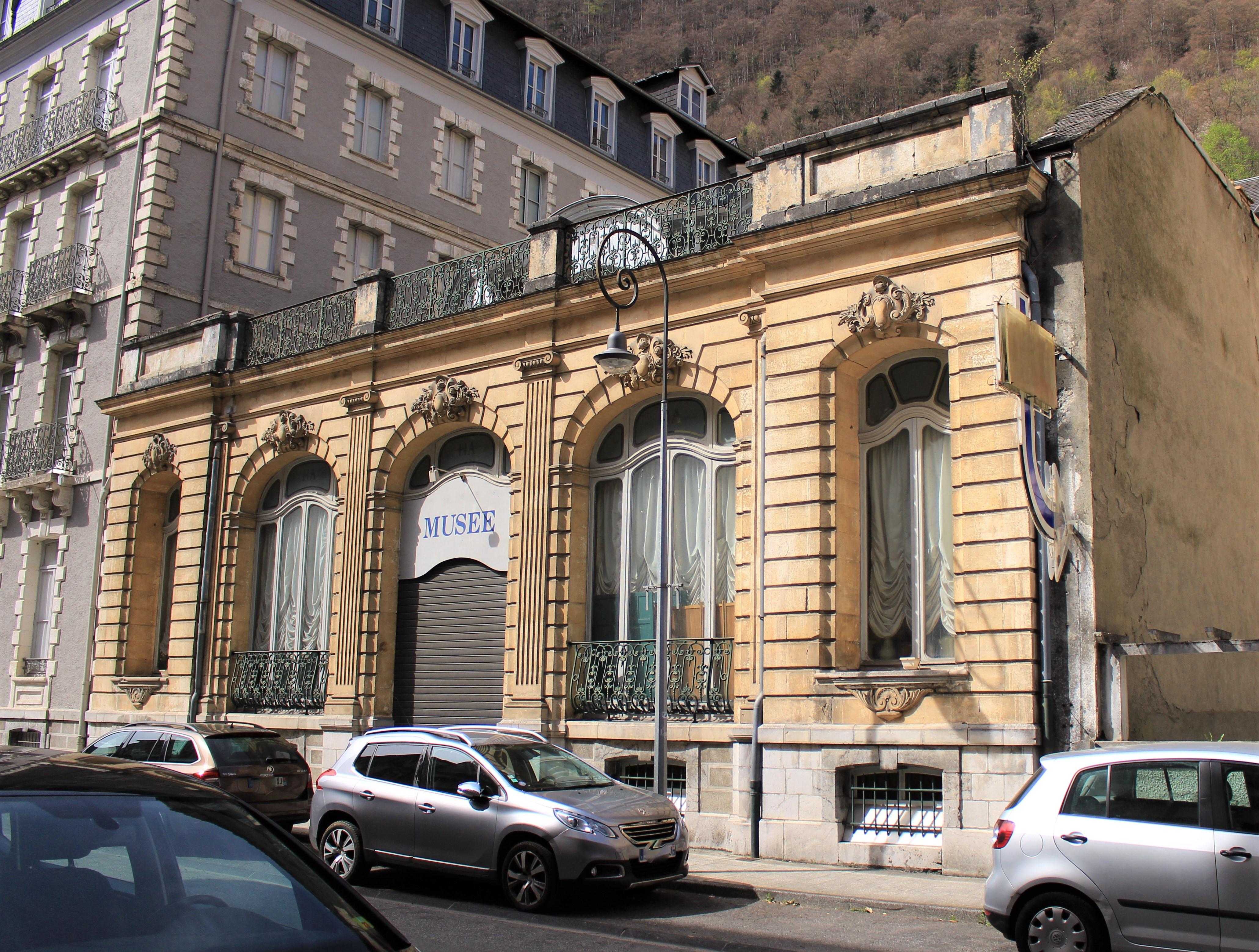
Musée 1900.

## Gavarnie-Gèdre
- Musée Millaris : Centre d'interprétation et de découverte sur les arts et traditions populaires et l'environnement des cirques (Gavarnie, Troumouse et Estaubé)[10].

## Loudenvielle
- Espace Muséographique Arixo : Lieu de mémoire consacré à l'habitat et à l'art religieux de la vallée du Louron[11].
- Moulin de Saoussas : musée sur la meunerie[12].

## Lourdes
- Le Cachot : Lieu où vécut la famille Soubirous dans la misère entre 1857 et 1858[13].
- Maison paternelle de sainte Bernadette (Moulin Lacade) : maison des parents de Bernadette Soubirous. Expose une collection d'objets, photos et mobilier[14].
- Musée Cristhi : Musée sur l'imagerie ancienne (calligraphie et instruments d'écriture)[15].
- Musée de cire de Lourdes : Musée présentant des scènes des grands moments du christianisme[16].
- Musée de Lourdes : musée consacré à la ville de Lourdes du 19e siècle[17].
- Musée pyrénéen de Lourdes (Label Musée de France[4]) : musée consacré aux Pyrénées sous tous leurs aspects, installé depuis 1921 dans le château fort de Lourdes[18].
- Musée Sainte-Bernadette : Situé près du Sanctuaire, il retrace la vie de sainte Bernadette et la construction du Sanctuaire[19].

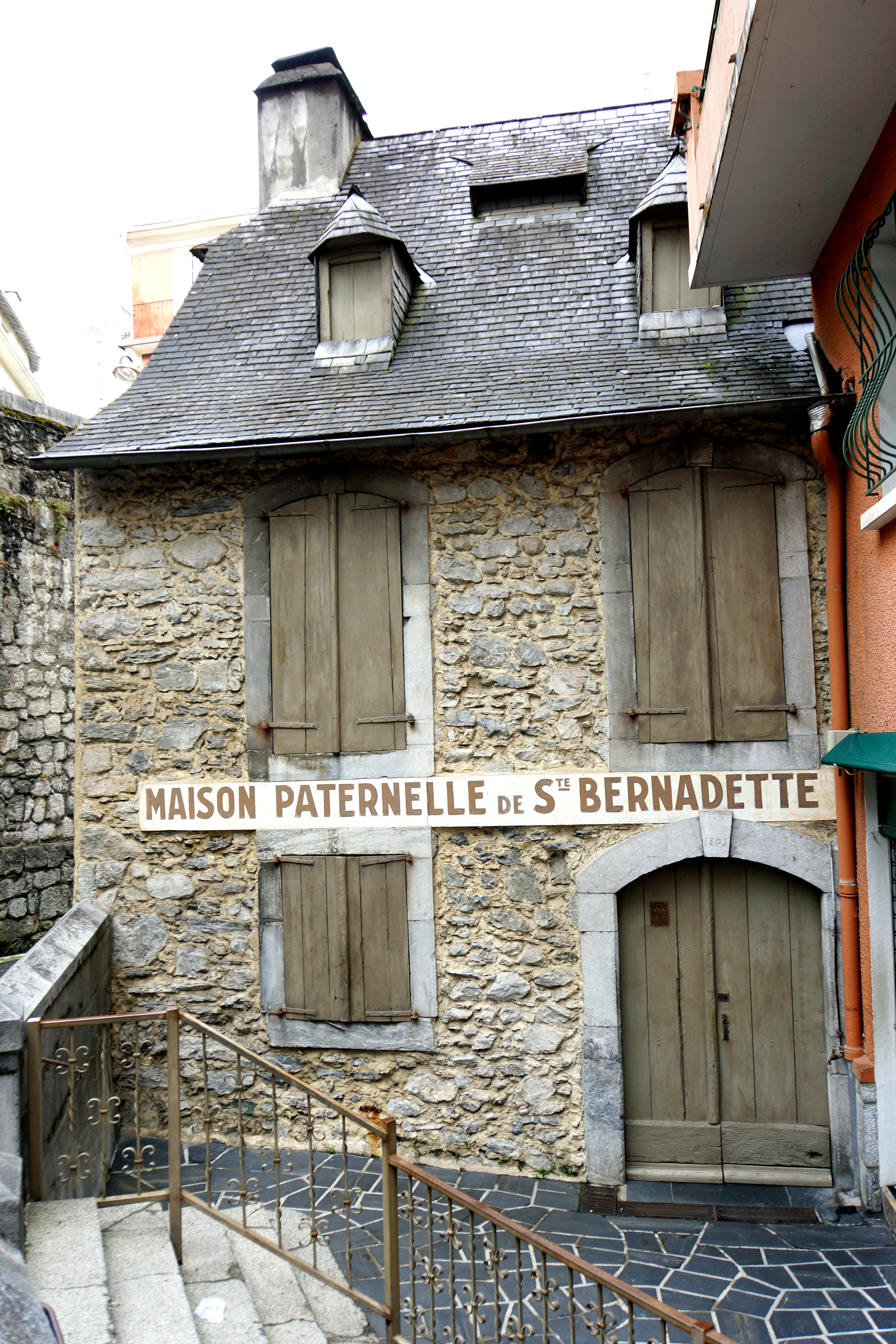
Maison paternelle de sainte Bernadette (Moulin Lacade).
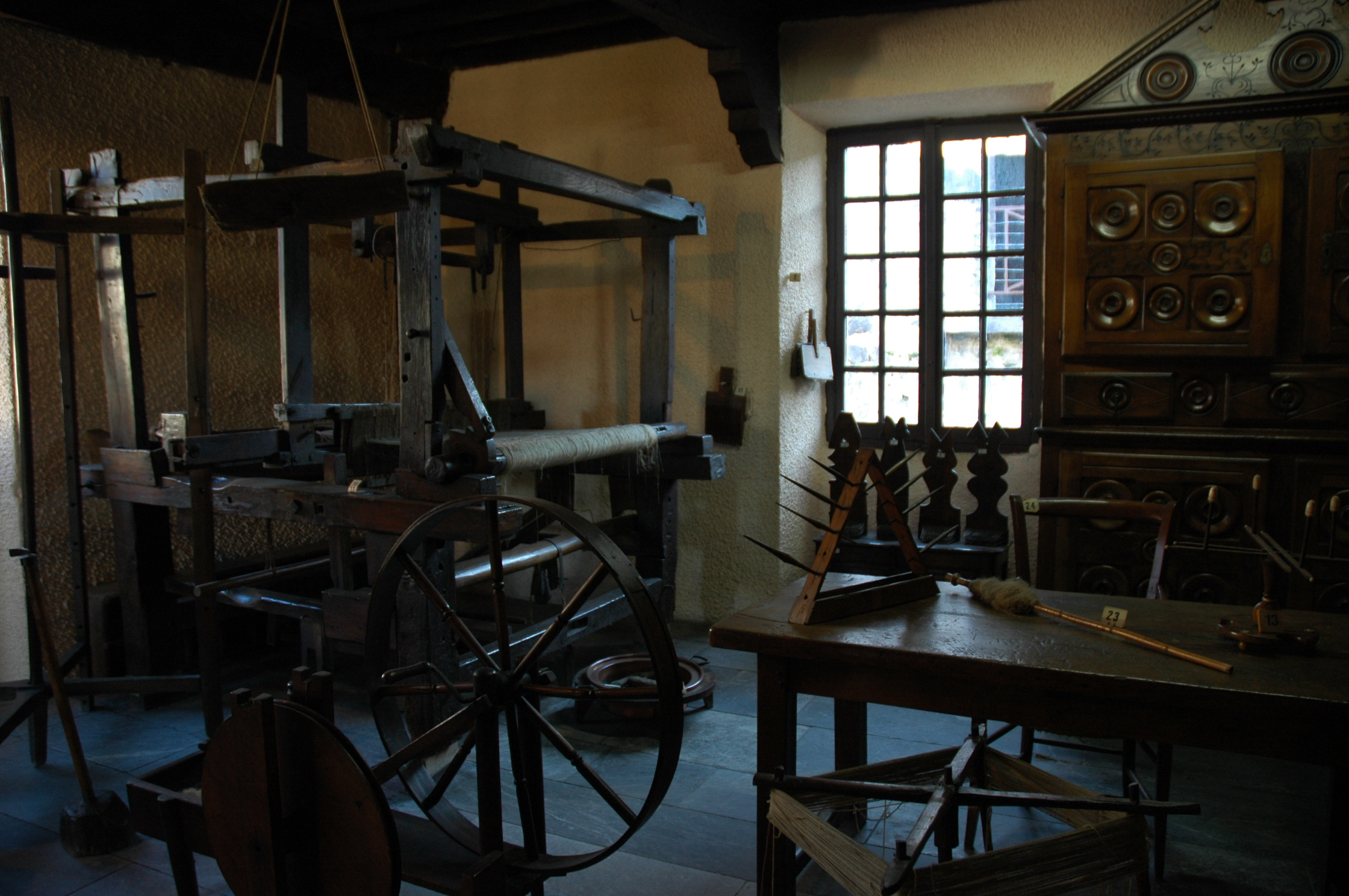
Musée pyrénéen de Lourdes.
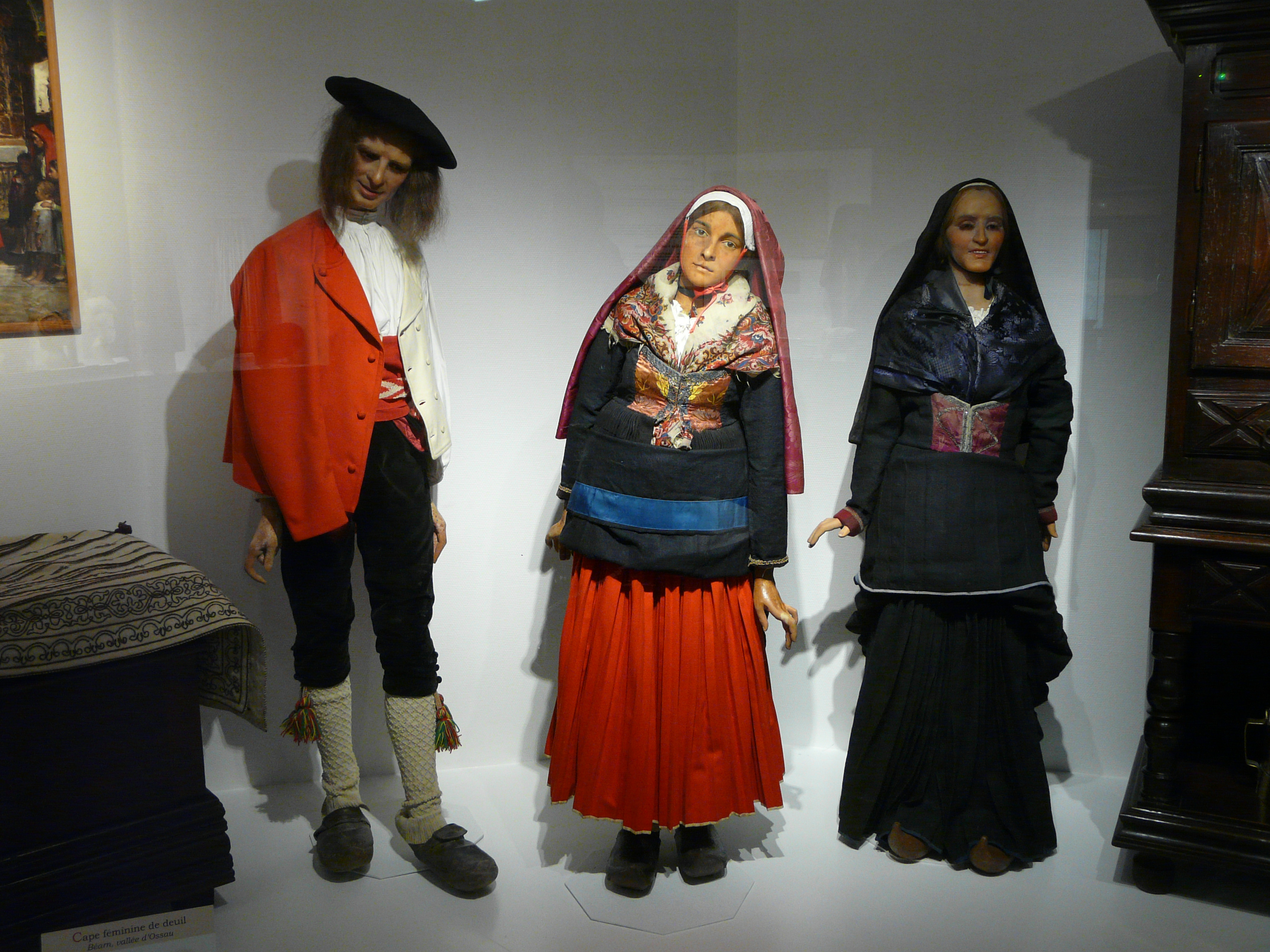
Musée pyrénéen de Lourdes.
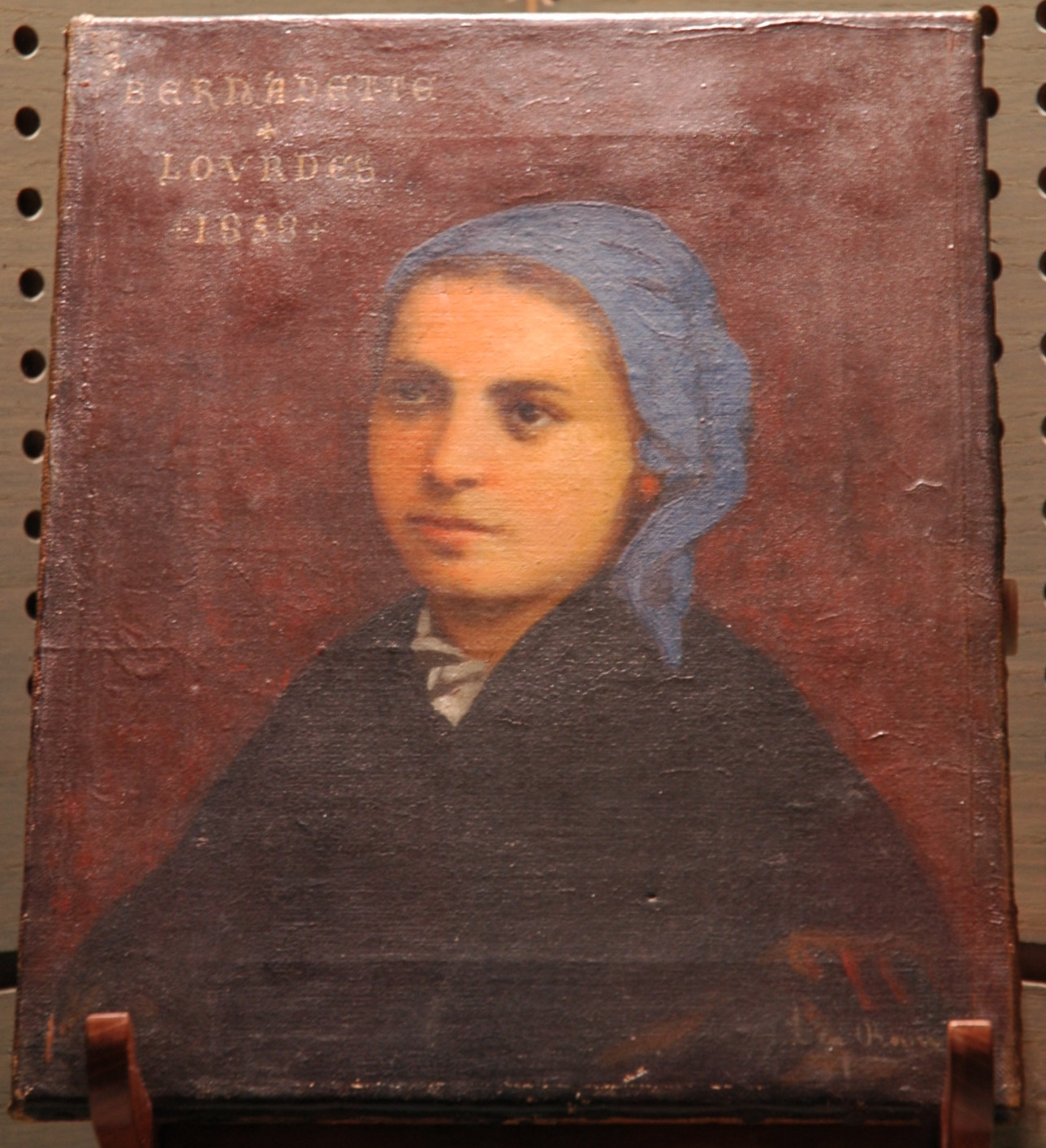
Portrait de Bernadette Soubirous, 1858 (Musée Sainte-Bernadette).
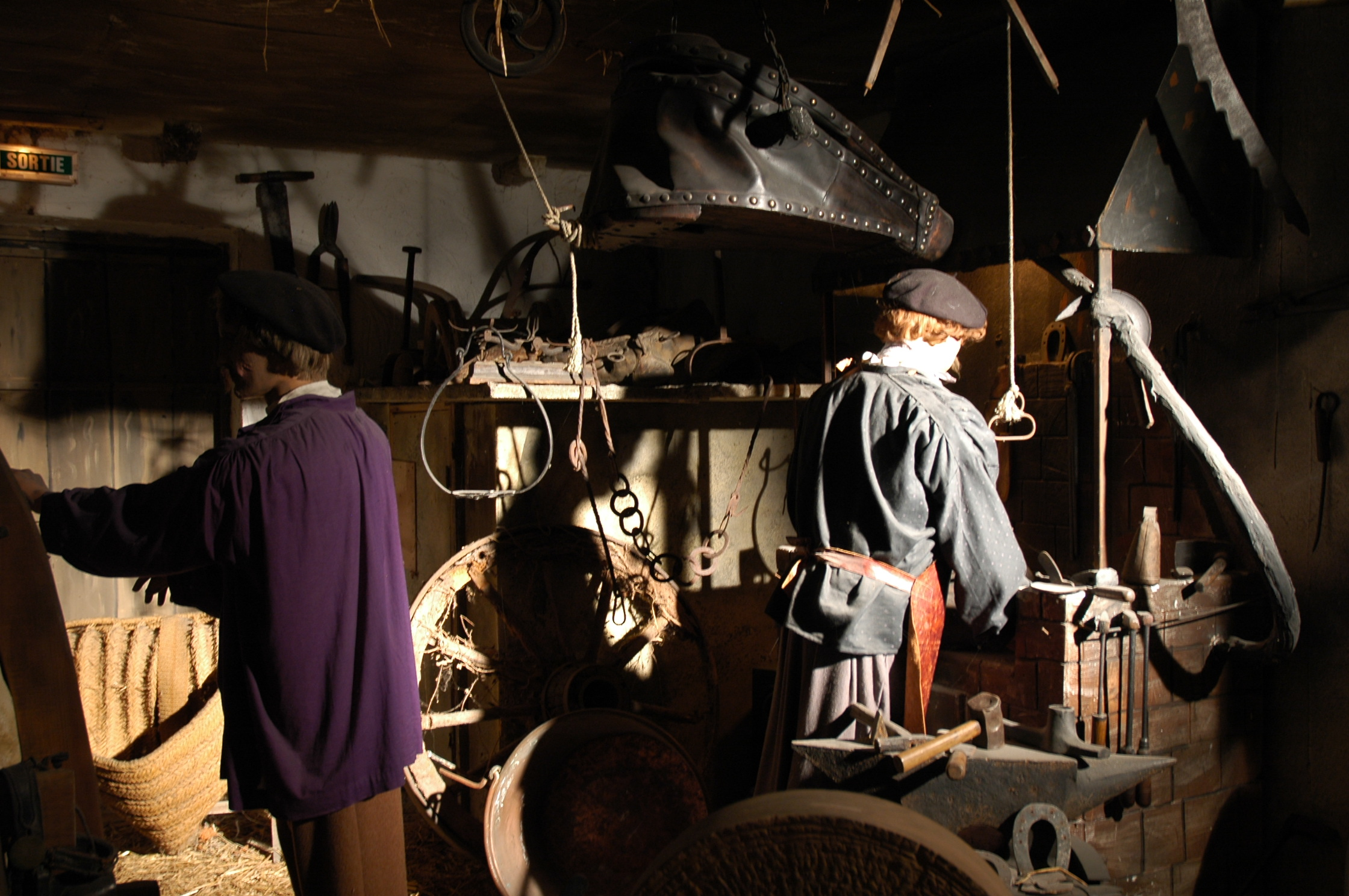
Scène au musée de Lourdes.

## Lugagnan
- Musée du vélo : collection privée sur le vélo et le Tour de France[20].

## Luz-Saint-Sauveur
- Musée du Trésor (Label Musée de France[4]) : installé dans la chapelle votive baroque contiguë à l’église des Templiers, il présente divers objets (statues,tableaux, outils, armes) du 12e au 18e siècle[21].

## Maubourguet
- Musée archéologique : musée présentant une importante collection archéologique dont la mosaïque au dieu Océan du domaine de Saint-Girons[22].

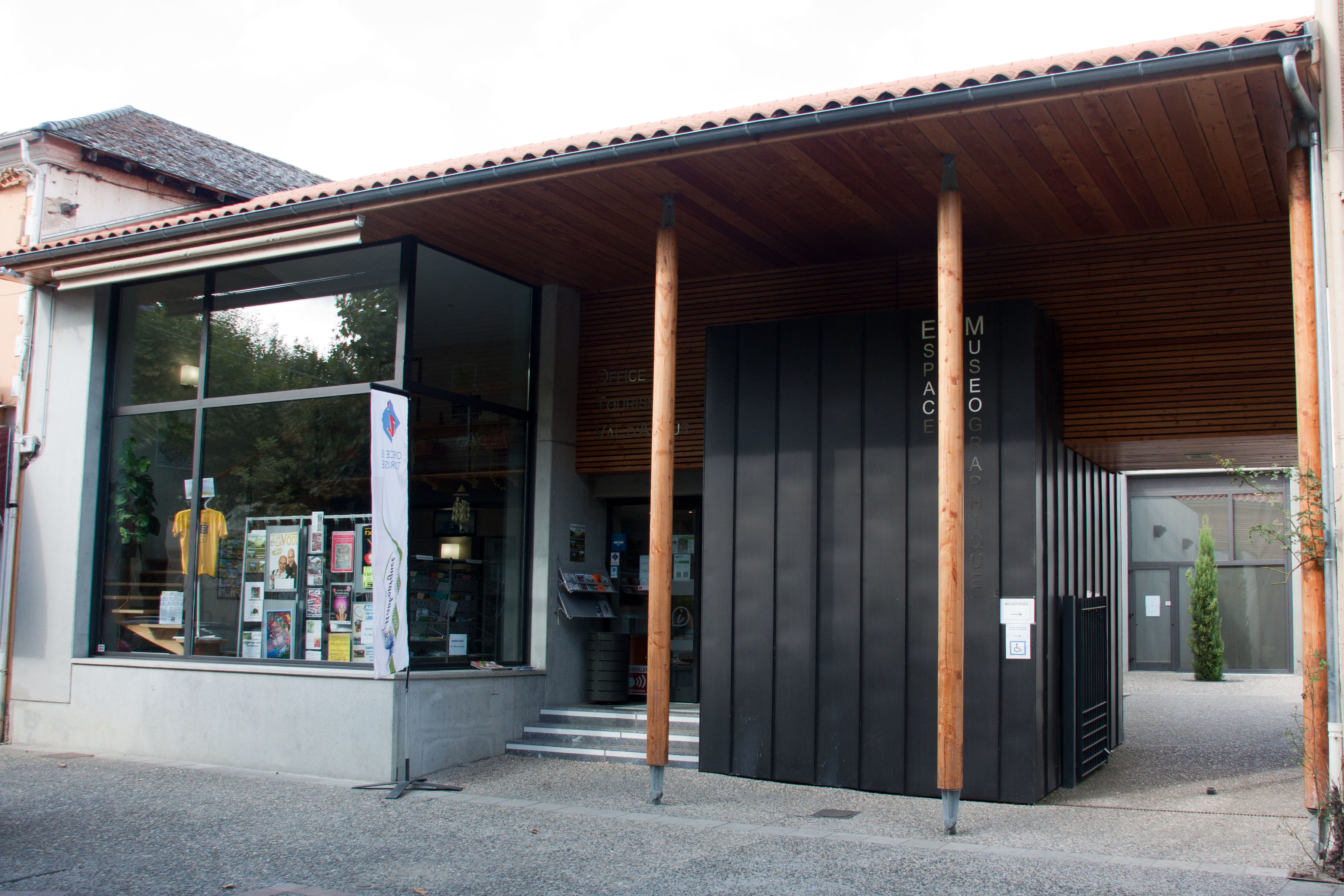
Entrée du Musée archéologique (Maubourguet).
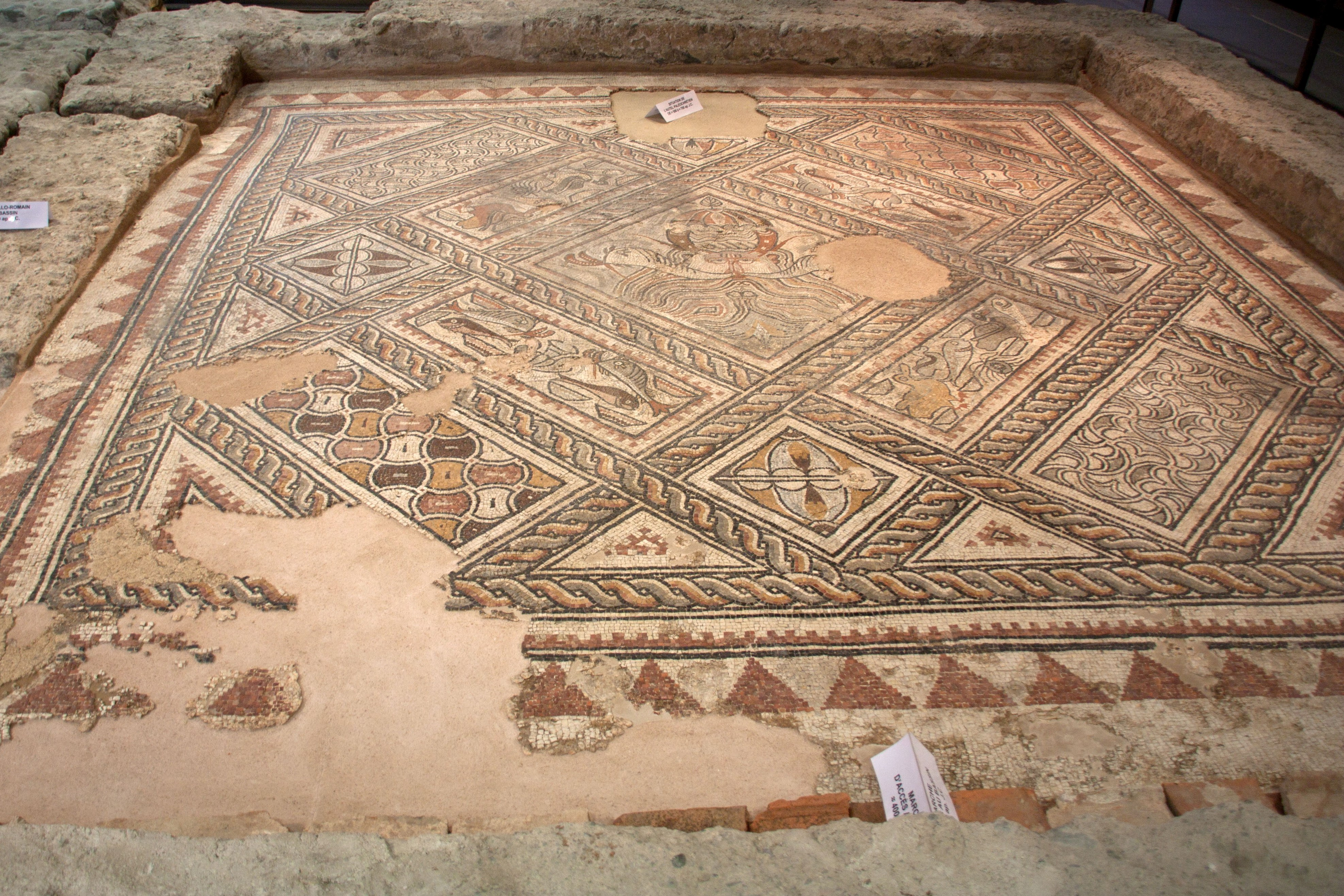
Mosaïque au dieu Océan.

## Mauléon-Barousse
- Maison des sources : musée sur l'eau. Il permet de découvrir le patrimoine Baroussais à travers le pastoralisme d'antan, les vieux outils, le thermalisme avec des films, des maquettes interactives.

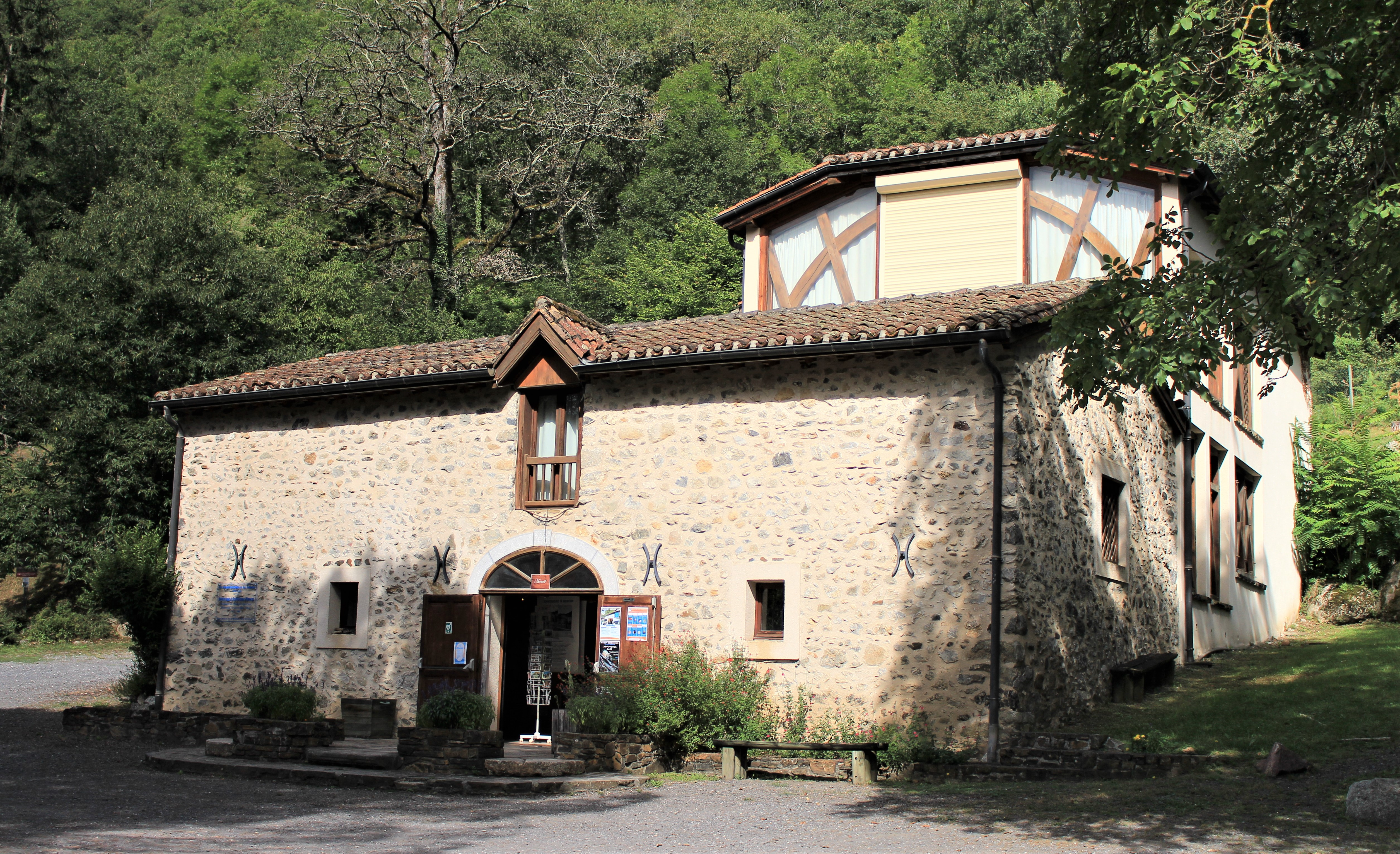
Maison des Sources.

## Mauvezin
- Château de Mauvezin (Label Musée de France[4]) : Le château comprend une partie musée avec 6 salles aménagées présentant une collection d'armes et des machines de guerre[23].

## Saint-Lary-Soulan
- Maison du Patrimoine de Saint-Lary-Soulan : Musée consacré au patrimoine de la Vallée d'Aure, dont la thématique principale est la vie pyrénéenne  avant l'essor du tourisme. Il propose également des expositions annuelles et temporaires tout au long de l'année[24].

## Tarbes
- Maison natale du maréchal Foch.
- Musée de la déportation et de la résistance[25].
- Musée Jean-Marie-Daureu : Musée consacré aux sapeurs-pompiers. Il expose des véhicules et matériels du siècle dernier[26].
- Musée Massey ou Musée international des Hussards (Label Musée de France[4]) : musée d'art et d'histoire[27],[28].
- Salle d'exposition du Carmel : installée dans une ancienne chapelle, présente des expositions axées sur l'art contemporain.

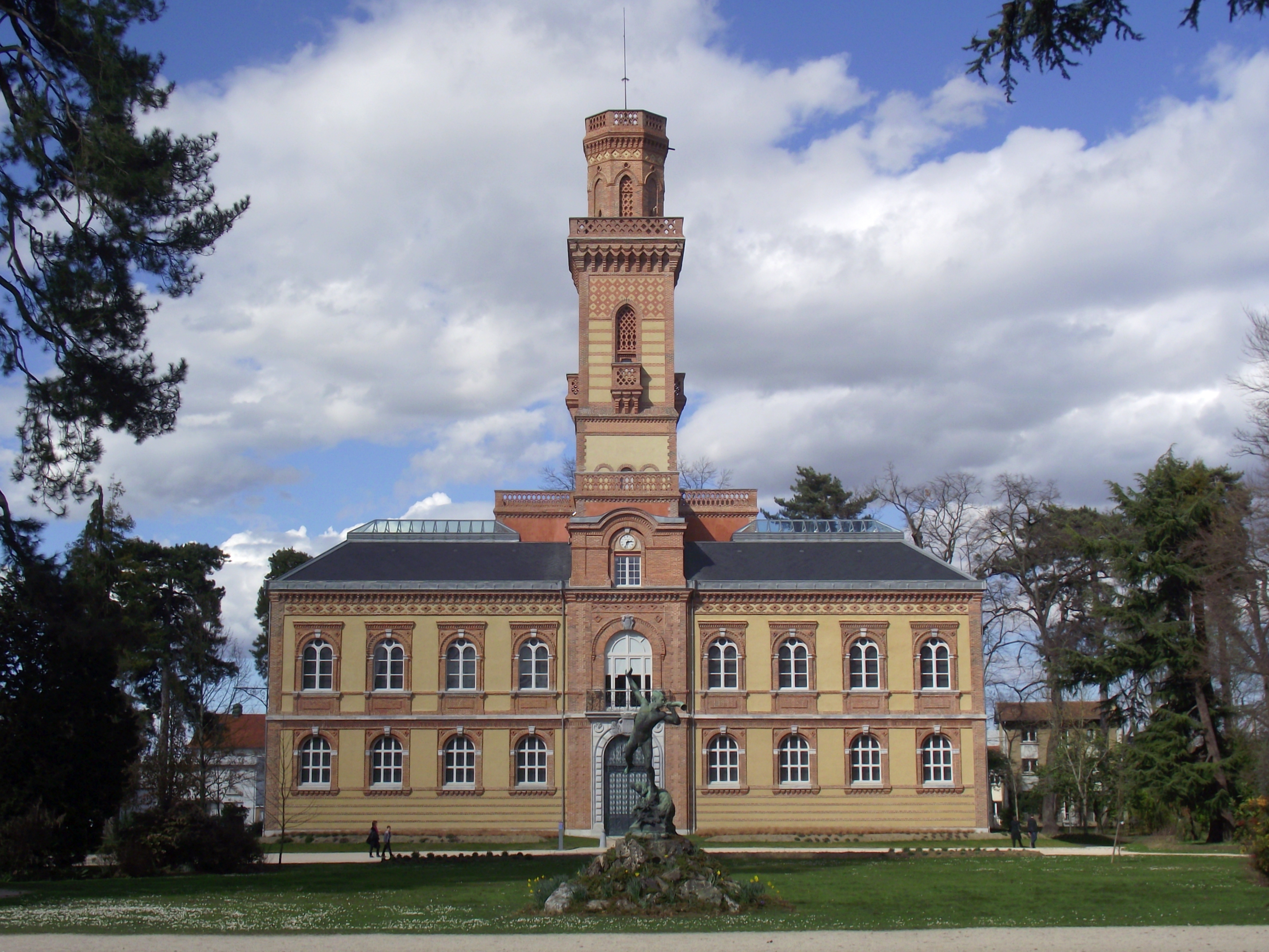
Musée Massey (Tarbes).
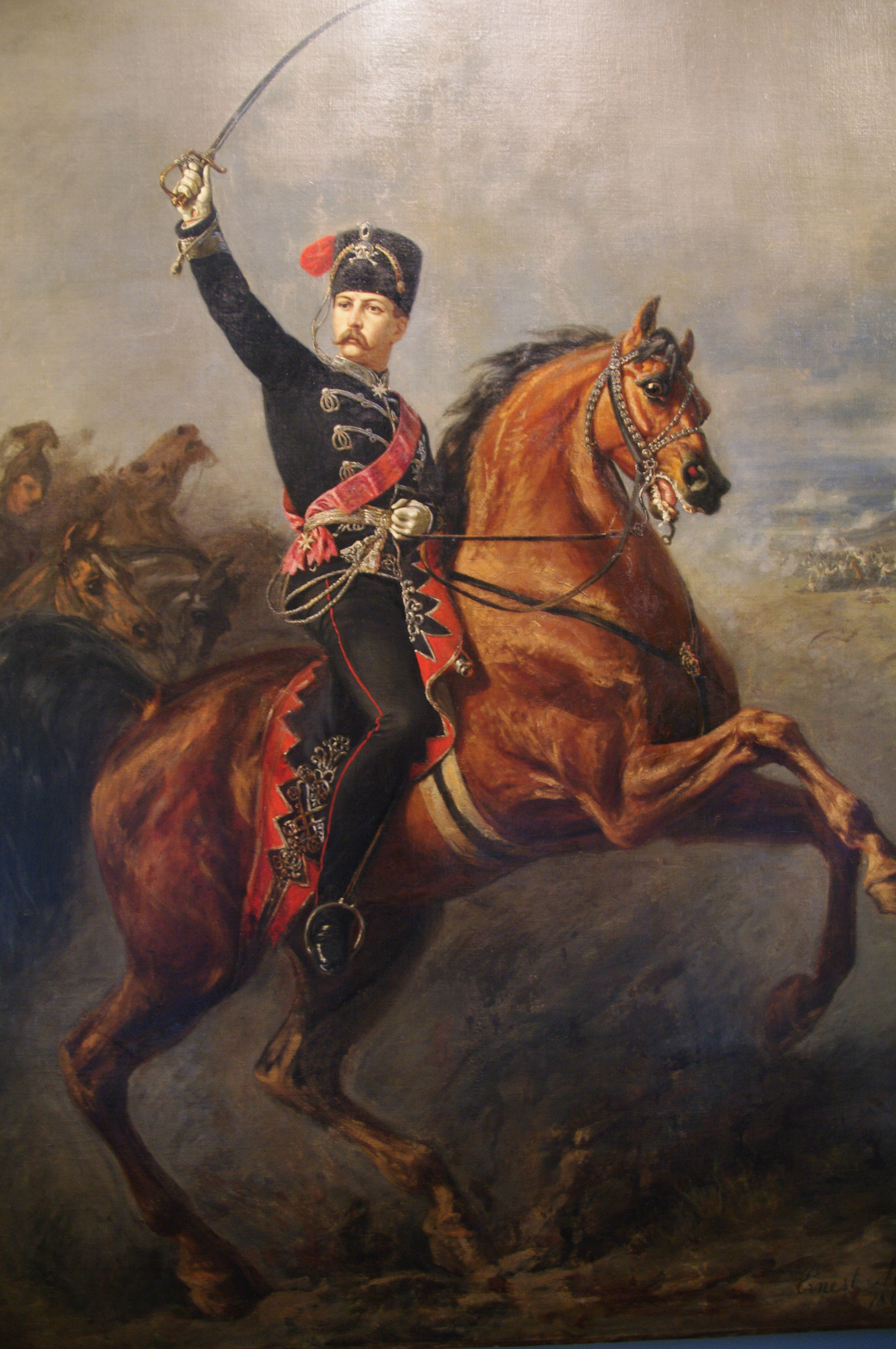
Charles de Prusse à Sadova, 1866.

## Thermes-Magnoac
- Maison du patrimoine de Thermes-Magnoac : Ce musée accueille des expositions temporaires pendant l'été.

## Vielle-Adour
- La Brèche aux Loups : Musée privé présentant une collection d'animaux naturalisés des Pyrénées et une collection de papillons des cinq continents[29].